# 4-ヒドロキシベンズアルデヒドデヒドロゲナーゼ
4-ヒドロキシベンズアルデヒドデヒドロゲナーゼ（4-hydroxybenzaldehyde dehydrogenase）は、トルエンおよびキシレン分解酵素の一つで、次の化学反応を触媒する酸化還元酵素である。 
4-ヒドロキシベンズアルデヒド + NAD+ + H2O {\displaystyle \rightleftharpoons } 4-ヒドロキシ安息香酸 + NADH + 2 H+
反応式の通り、この酵素の基質は4-ヒドロキシベンズアルデヒドとNAD+と水、生成物は4-ヒドロキシ安息香酸とNADHとH+である。
組織名は3-hydroxybenzaldehyde:NAD+ oxidoreductaseで、別名にp-hydroxybenzaldehyde dehydrogenaseがある。